# John Lintorn Simmons
Le maréchal Sir John Lintorn Arabin Simmons, né le 12 février 1821 et mort le 14 février 1903, est un officier de l'armée britannique.
Au début de sa carrière, il est inspecteur des chemins de fer, secrétaire de la Commission des chemins de fer, puis secrétaire du département des chemins de fer du Board of Trade. Il est ensuite devenu commissaire britannique auprès de l'armée turque, fournissant des conseils au général Omer Pacha pendant la guerre de Crimée. Il assiste les Turcs dans la défense de Silistra puis les mène à la bataille de Giurgevo avant de débarquer avec eux à la bataille d'Eupatoria et de rester avec eux pendant le siège de Sébastopol. Après cela, il devient consul britannique à Varsovie, commandant des Royal Engineers à Aldershot, puis directeur du Royal Engineer establishment (en) à Chatham. Il devient ensuite lieutenant-gouverneur de l'Académie royale militaire, puis gouverneur de l'Académie. Ses dernières nominations sont celles de colonel commandant des Royal Engineers, d'inspecteur général des fortifications puis de gouverneur de Malte.

## Carrière militaire
Cinquième fils du capitaine Thomas Frederick Simmons et de Mary Simmons (née Perry), Simmons fait ses études au Elizabeth College de Guernesey (en) et à la Royal Military Academy de Woolwich. Il est nommé sous- lieutenant dans les Royal Engineers le 4 décembre 1837 et promu lieutenant le 15 octobre 1839. Il est ensuite déployé au Canada où il effectue des travaux d'arpentage à la frontière contestée avec les États-Unis d'Amérique.
De retour au Royaume-Uni en 1845, Simmons devient instructeur à la Royal Military Academy de Woolwich avec une promotion au grade de second capitaine le 9 novembre 1846. Il est nommé inspecteur des chemins de fer en 1847, secrétaire de la Commission des chemins de fer en 1850 et secrétaire du Département des chemins de fer du Board of Trade en 1851. Il enquête sur de nombreux accidents ferroviaires, le plus célèbre étant peut-être celui du pont Dee en 1847. Son rapport impute les poutres en fonte à l'accident, qui a tué cinq passagers et membres d'équipage. L'accident est considéré très important car le pont a été conçu par Robert Stephenson.

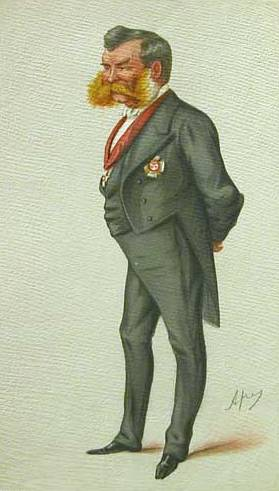
Portrait de Sir John Lintorn Arabin Simmons par Carlo Pellegrini en 1877.

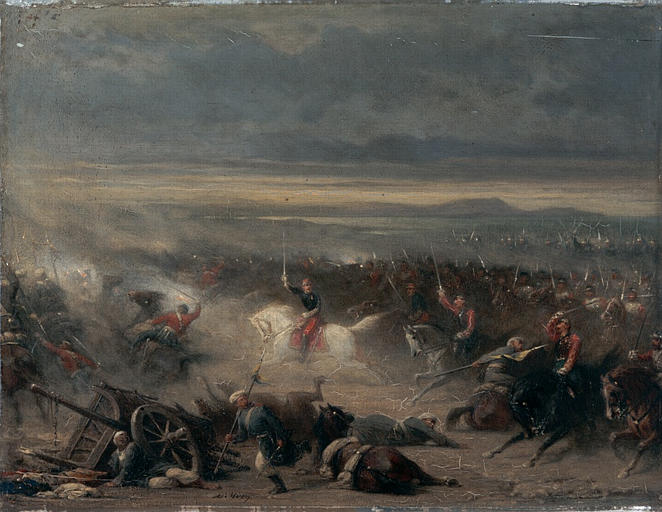
La bataille d'Eupatoria, à laquelle Simmonds sert aux côtés des Turcs, pendant la guerre de Crimée.

En 1853, alors qu'il est en congé de son rôle au Board of Trade, il se trouve à Constantinople lorsque la Turquie déclare la guerre à la Russie. L'ambassadeur britannique Lord Stratford de Redcliffe fait appel aux services de Simmons, lui demandant de faire rapport sur les défenses turques et leur capacité à résister à une avance russe. Promu capitaine le 17 février 1854, il devient commissaire britannique auprès de l'armée turque, fournissant des conseils au général Omar Pacha au début de la guerre de Crimée. Il assiste les Turcs à la défense de Silistra en juin 1854 puis les mène à la bataille de Giurgevo en juillet 1854 ; ayant été promu major breveté le 12 juillet 1854 et lieutenant-colonel breveté le 14 juillet 1854, il débarque avec les Turcs à la bataille d'Eupatoria en février 1855 et reste avec eux pendant le siège de Sébastopol à l'été 1855.
Promu colonel breveté le 12 décembre 1857 Simmons devient consul britannique à Varsovie en février 1858, commandant des Royal Engineers à Aldershot en 1860 et directeur du Royal Engineer establishment (en) à Chatham en 1865. Promu major général le 6 mars 1868,  il devient lieutenant-gouverneur de l'Académie royale militaire en mars 1869 puis gouverneur de l'Académie. Il devient colonel commandant des Royal Engineers avec promotion au grade de lieutenant général le 27 août 1872. Il est également nommé commissaire chargé d'enquêter sur les causes des accidents ferroviaires en juin 1874.
Simmons devient inspecteur général des fortifications en 1875 et, après avoir été promu général à part entière le 1er octobre 1877, il est invité à se joindre à une commission royale nommée pour enquêter sur l'état et la suffisance des moyens fournis pour la défense des ports maritimes les plus importants. En juin 1884, il devient gouverneur de Malte, où il supervise d'importants changements constitutionnels et sociaux sur l'île. Après sa retraite en septembre 1888, le ministère des Affaires étrangères continue de faire appel à ses services et en 1889, il se rend à Rome comme envoyé extraordinaire et ministre plénipotentiaire auprès du pape Léon XIII. Il est également devenu colonel honoraire des 1st Gloucestershire (The Western Counties) Engineer Volunteers, Royal Engineers (en) et par la suite du 1st Devonshire and Somersetshire Royal Engineers  et après celui du 1st Middlesex Royal Engineers (en) ainsi que Colonel honoraire du Corps des Ingénieurs et des Volontaires des Chemins de fer. 
Promu maréchal le 21 mai 1890, Simmons se retire à Hawley House à Hawley dans le Hampshire où il meurt le 14 février 1903. Il est enterré à l'église Saint-Jean-Baptiste de Churchill (en) dans le Somerset.

## Famille
En 1846, Simmons épouse sa cousine Ellen Lintorn Simmons ; ils ont une fille : Eleanor. Après le décès de sa première femme, il épouse Blanche Weston en 1856 et ont une fille du nom de Blanche.

## Décorations
- Chevalier Grand-Croix de l'Ordre du Bain (GCB) – 29 juillet 1878[8] (KCB – 2 juin 1869[9] )
- Chevalier Grand-Croix de Saint-Michel et Saint-Georges (GCMG) - 24 mai 1887[10]
- Légion d'honneur, 4e classe (France) – 22 mars 1858[11]
- Grand Cordon de l'Ordre du Médjidié (Empire Ottoman) – 13 mars 1890[12]

### Mémorial
Un mémorial lui est dédié dans la cathédrale Saint-Paul.